# 茨田弓束
茨田 弓束（まんだ の ゆつか、生没年不詳）は、奈良時代中期の女官。名は弓束女とも記される。姓は無姓のち宿禰。位階は正五位上。

## 記録
聖武朝の天平17年（745年）正月、無位から外従五位下に昇叙したとあるのが、史料における初見。この時「宿禰」とあるが、後述の記述で宿禰姓を授けられたとあるので、無姓であったものと思われる。
天平19年（747年）6月、一族の従八位下の茨田枚野とともに宿禰姓を授けられる。
孝謙朝の天平勝宝元年（749年）10月、天皇は河内国智識寺に行幸し、弓束の宅を行宮とした。その行幸の折に、弓束は正五位上を与えられた。
その後の動静は不明である。

## 官歴
『続日本紀』による。
- 天平17年（745年）正月7日：外従五位下
- 天平19年（747年）6月7日：賜姓宿禰
- 天平勝宝元年（749年）10月15日：正五位上